# Tore Holvik
Tore Viken Holvik (ur. 21 października 1988) – norweski snowboardzista. Zajął 28. miejsce w halfpipe’ie na igrzyskach olimpijskich w Vanouver. Jego najlepszym wynikiem na mistrzostwach świata w snowboardzie było 5. miejsce w Big Air na mistrzostwach w Kangwŏn. Najlepsze wyniki w Pucharze Świata w snowboardzie osiągnął w sezonie 2007/2008, kiedy to zajął 31. miejsce w klasyfikacji generalnej, a w klasyfikacji halfpipe’a był ósmy.

## Sukcesy

### Igrzyska olimpijskie
| Miejsce | Dzień     | Rok  | Miejscowość | Konkurencja | Zwycięzca   |
| ------- | --------- | ---- | ----------- | ----------- | ----------- |
| 28.     | 17 lutego | 2010 | Vancouver   | Halfpipe    | Shaun White |

### Mistrzostwa Świata
| Miejsce | Dzień       | Rok  | Miejscowość | Konkurencja | Zwycięzca      |
| ------- | ----------- | ---- | ----------- | ----------- | -------------- |
| 27.     | 21 stycznia | 2005 | Whistler    | Big Air     | Antti Autti    |
| 24.     | 20 stycznia | 2007 | Arosa       | Halfpipe    | Mathieu Crepel |
| 36.     | 23 stycznia | 2009 | Kangwŏn     | Halfpipe    | Ryō Aono       |
| 5.      | 24 stycznia | 2009 | Kangwŏn     | Big Air     | Markku Koski   |

### Puchar Świata

#### Miejsca w klasyfikacji generalnej
- 2004/2005 - -
- 2005/2006 - 331.
- 2006/2007 - 39.
- 2007/2008 - 31.
- 2008/2009 - 251.
- 2009/2010 - 58.

#### Miejsca na podium
1. Calgary – 29 lutego 2008 (Halfpipe) - 3. miejsce
2. Kreischberg – 7 stycznia 2010 (Halfpipe) - 3. miejsce